# ده جليل (بابويي)
ده جلیل (بالفارسية: ده جلیل) هي قرية تقع في إيران في قسم بابويي الريفي. يقدر عدد سكانها بـ 21 نسمة بحسب إحصاء 2016.